# Castillo de Caerphilly
El Castillo de Caerphilly  es una fortificación normanda, situada en el centro de la pequeña ciudad de Caerphilly, en Gales del sur. Es el castillo más grande de Gales (el segundo más grande del Reino Unido detrás del Castillo de Windsor), y quizá una de las mayores fortalezas de Europa. Construido en su mayor parte entre 1268 y 1271, se trata de uno de los primeros ejemplos de castillo concéntrico. Se halla rodeado de lagos artificiales, poco profundos, destinados a frenar el avance enemigo e impedir los ataques subterráneos.

## La dinastía de Clare
A diferencia de la mayoría de los castillos galeses, el de Caerphilly no fue construido por Eduardo I de Inglaterra en sus campañas de destitución de los señores galeses, sino por Gilbert “el Rojo” de Clare, un poderoso, pelirrojo de noble linaje normando como respuesta a una disputa entre él y el Príncipe de Gwynedd, Llywelyn el Último Rey.
Inicialmente Enrique III de Inglaterra (1216-1272) medió en la disputa, enviando a un obispo para que se encargara temporalmente del control del castillo hasta que se solucionara la disputa. Sin embargo, Gilbert pronto volvió a tomar el control del castillo.
Gilbert mantuvo el control del castillo hasta el reinado de Eduardo I de Inglaterra (1272-1307). Cuando en cinco ocasiones no acudió a la llamada del Rey, fue despojado de su Señorío y sus tierras fueron invadidas por el Rey Eduardo. Esto quitó gran parte del requerimiento del castillo, y desde entonces se usó fundamentalmente como base de operaciones por parte de los de Clare y posteriormente de los Despensers.
A finales del siglo XIV, la familia se mudó a un lugar más cómodo y la mayor parte del castillo fue abandonada como fortaleza.

## Owain Glyndwr
Las fuerzas de Owain Glyndwr capturaron el castillo de Caerphilly en 1403, pero la ocupación duró unos cien días. Volvieron dos años más tarde con tropas francesas adicionales en 1405 en el punto álgido de la rebelión y reconquistaron el castillo manteniéndolo durante un año.
Loa siguientes propietarios realizaron obras de mantenimiento, Richard Beauchamp (muerto en 1439), Ricardo Neville (muerto en 1471) y Jasper Tudor (muerto en 1495), probablemente debidas a su estratégica utilidad, pero esto se fue agotando poco a poco a finales del siglo XV.